# 노르웨이의 지리

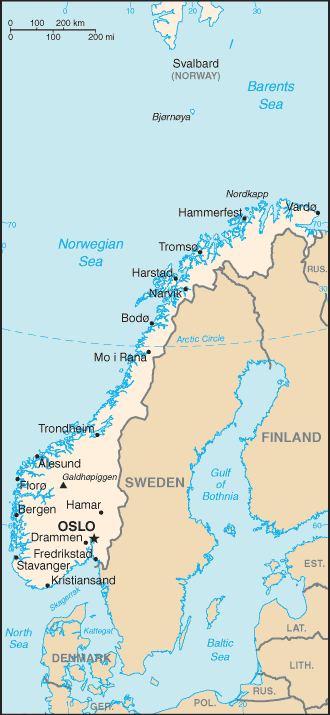

노르웨이는 스칸디나비아 반도의 북쪽, 서쪽 부분에 위치한, 북유럽에 위치한 국가이다.
남북으로는 약 1,700km로 길게 뻗쳐 있으나 동서는 가늘며, 가장 좁은 곳이 몇 킬로미터밖에 안 되는 모양을 하고 있다. 국토의 72%는 빙식 작용을 받은 평탄한 꼭대기를 지닌 산지(山地)이다. 삼림(森林)이 24%를 차지하며 경지는 매우 적다. 해발 2,000m 이상에는 만년설(萬年雪)이나 빙하(氷河)가 지금도 남아 있다. 스칸디나비아 산맥은 북부·중부에서는 스웨덴과의 국경으로 되어 있으나, 남부는 노르웨이 안에 펼쳐져 있으며, 이곳이 가장 높고 폭도 가장 넓다. 곧 요텐헤임(2,452m), 요스테달스브렌(2,083m) 및 도브레페르(2,286m) 등의 산이 있고 빙모(氷帽)와 빙하가 있다.서해안은 피오르드가 발달해 있다. 남쪽 덴마크와의 사이는 스카게라크 해협이라고 부른다. 북쪽에는 로포텐 제도(諸島), 베스텔롤렌 제도 등이 있어서 좋은 어장으로 되어 있다.

## 기후
난류인 멕시코 만류(灣流)가 서해안을 따라 북쪽으로 흐르므로, 높은 위도에 비하면 온도가 낮지 않고 강우량이 많다. 예를 들면 남부 서해안의 베르겐은 겨울의 월평균 기온이 1.3∼1.5ºC이며, 여름에는 약 15ºC, 1년 강우량은 1,900mm에 이른다. 북쪽일수록 강우량은 적어져 북부에서는 연강우량이 400mm 이하이다.

## 같이 보기
- 유럽의 지리
- 분류:노르웨이의 피오르
- 분류:노르웨이의 빙하
- 분류:노르웨이의 섬
- 분류:노르웨이의 호수
- 분류:노르웨이의 산
- 분류:노르웨이의 강
- 분류:노르웨이의 화산
- 분류:노르웨이의 폭포